# カリ第一鉄定永閃石
カリ第一鉄定永閃石 (Potassic-ferro-sadanagaite) とは、鉱物（ケイ酸塩鉱物）の1つ。結晶系は単斜晶系。化学組成は [K][Ca2][Fe2+3Al2](Al3Si5O22)(OH)2。

## 成分・種類
カリ第一鉄定永閃石は、13種類が属する定永閃石グループの鉱物で、カリウムと鉄を含むことからこの名称となっている。

## 産出地
- 愛媛県越智郡上島町弓削島（原産地）
- 岐阜県本巣市能郷白山
- ロシア Eastern-Siberian Region, Birkhin gabbro massif[1]

## 性質・特徴
カリ第一鉄定永閃石は、他の定永閃石グループの鉱物と見かけによる区別はできない。多くは黒色から黒茶色の短柱状の結晶もしくは小粒として産出する。
模式地の標本は包有物が多く、また累帯構造も見られるため、正確な結晶構造は未解明である。

## サイド・ストーリー
カリ第一鉄定永閃石は、愛媛県上島町にある弓削島で発見された日本産新鉱物である。島崎英彦らによって1980年に発見され、1984年に鉱物種として登録されるまではIMA1980-027という仮符号で呼ばれていた。カリ第一鉄定永閃石は、定永閃石グループで最初に発見された鉱物である。
カリ第一鉄定永閃石は、当初は新種の角閃石グループの鉱物として、東京大学の定永両一に因んで名づけられた。このときには定永閃石 (Sadanagaite) と呼ばれていた。その後、1997年の角閃石グループの改訂により、カリ定永閃石 (Potassic-sadanagaite) と改名された。そして定永閃石も定義しなおされ、カリウムよりナトリウムが多い種が定永閃石と改名された。そして2012年の角閃石グループの改訂により、現在のカリ第一鉄定永閃石 (Potassic-ferro-sadanagaite) に名称が変更された。なお、1997年に定永閃石とされた鉱物は第一鉄定永閃石 (Ferro-sadanagaite) となり、現在の定永閃石は2003年に発見された苦土定永閃石 (Magnesiosadanagaite) になっている。また、カリ定永閃石の名称は現在ではカリ第一鉄定永閃石の鉄をマグネシウムに置換した組成となっている。
| 2012年以降                                    | 1997年 - 2012年                   | 1997年以前           |
| --------------------------------------------- | --------------------------------- | -------------------- |
| 定永閃石 Sadanagaite                          | 苦土定永閃石 Magnesiosadanagaite  |                      |
| 第一鉄定永閃石 Ferro-sadanagaite              | 定永閃石 Sadanagaite              | 定永閃石 Sadanagaite |
| カリ第一鉄定永閃石 Potassic-ferro-sadanagaite | カリ定永閃石 Potassic-sadanagaite | 定永閃石 Sadanagaite |